# Cole Porter
Cole Porter (Peru, SAD, 9. lipnja 1891. – Santa Monica, 15. listopada 1964.), američki skladatelj.
Studirao je na Harvardu, u New Yorku i Parizu. Svjetsku je slavu stekao skladajući pjesme (Night and Day, Begin The Beguine), filmsku glazbu (Rosalie, Visoko društvo) i brojne mjuzikle, od kojih su neki ekranizirani. Najpoznatiji su "Kiss me, Kate" (prema Shakespeareavoj "Ukroćenoj goropadnici"), "Cancan" i "Silk stockings". 

## Vanjske poveznice
- The Cole Porter Resource Site
- The Cole Porter Reference Guide